# Sơn Nam (trấn)

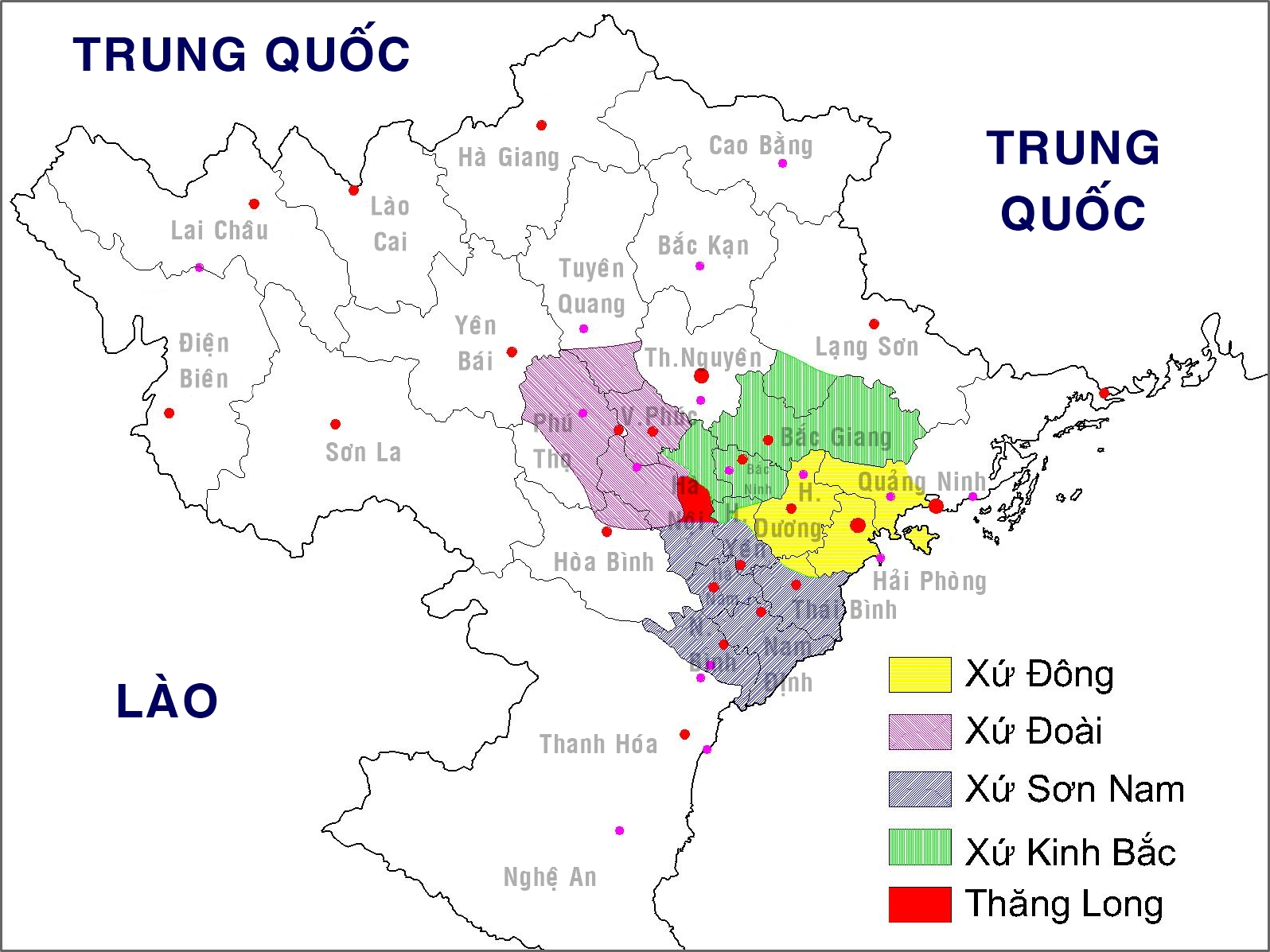
Vị trí xứ Sơn Nam (màu xanh đậm) trong tứ trấn Thăng Long

Sơn Nam là một địa danh cũ chỉ vùng đất phía nam Thăng Long từ thời nhà Lê sơ đến nhà Nguyễn. Dưới thời vua Lê Thánh Tông, bản đồ Việt Nam có 13 xứ (sau từ triều Tây Sơn đổi sang gọi là trấn). Đến đây, các vùng đất quanh Hà Nội trở thành tứ trấn gồm: vùng núi phía tây được gọi là trấn Sơn Tây (hay xứ Đoài), vùng núi phía nam Hà Nội được gọi là trấn Sơn Nam, vùng ven biển phía đông được gọi là trấn Hải Đông (hay xứ Đông), vùng phía bắc Hà Nội được gọi là trấn Kinh Bắc.

## Lịch sử

### Thủ phủ
Năm 1469, thời vua Lê Thánh Tông, lần đầu tiên có bản đồ Đại Việt, thừa tuyên Thiên Trường được đổi tên là thừa tuyên Sơn Nam rồi thành trấn Sơn Nam. Thủ phủ đầu tiên của trấn Sơn Nam được đóng tại Vân Sàng (Ninh Bình) lúc đó làm phên dậu che chắn cho quê hương Lam Sơn nhà Lê. Khoảng thế kỷ XVII thì thủ phủ Sơn Nam chuyển đến Phố Hiến (Hưng Yên) và đến thời Tây Sơn thì Sơn Nam được tách thành Thanh Hoa Ngoại với thủ phủ tại Ninh Bình; Sơn Nam Thượng với thủ phủ ở Câu Cầu (Phủ Lý); Sơn Nam Hạ với thủ phủ được chuyển về Vị Hoàng (Nam Định).
Đến thời Minh Mạng, với việc thành lập các tỉnh Hà Nội, Hưng Yên, Nam Định, Ninh Bình trên phần đất của trấn Sơn Nam thượng và trấn Nam Định (trước đó là trấn Sơn Nam hạ) thì tên gọi địa danh Sơn Nam hoàn toàn biến mất.

### Ranh giới
Trấn Sơn Nam bao gồm 11 phủ, trong đó tất cả có 42 huyện:
- Phủ Thường Tín (nay thuộc Hà Nội) quản lĩnh 3 huyện: Thanh Đàm (Thanh Trì) , Thường Tín và Phú Xuyên.
- Phủ Ứng Thiên (nay thuộc Hà Nội) quản lĩnh 4 huyện: Thanh Oai, Chương Đức, Sơn Minh và Hoài An.
- Phủ Lý Nhân (nay là tỉnh Hà Nam) quản lĩnh 5 huyện: Nam Xang, Kim Bảng, Duy Tiên, Thanh Liêm và Bình Lục.
- Phủ Khoái Châu (nay thuộc Hưng Yên) quản lĩnh 5 huyện: Đông An, Kim Động, Tiên Lữ, Thiên Thi và Phù Dung.
- Phủ Thiên Trường (nay thuộc tỉnh Nam Định) quản lĩnh 4 huyện: Nam Chân, Giao Thủy, Mỹ Lộc và Thượng Nguyên.
- Phủ Nghĩa Hưng (nay thuộc tỉnh Nam Định) quản lĩnh 4 huyện: Đại An, Vọng Doanh, Thiên Bản và Ý Yên.
- Phủ Thái Bình (nay thuộc tỉnh Thái Bình) quản lĩnh 4 huyện: Thụy Anh, Phụ Dực, Quỳnh Côi và Đông Quan.
- Phủ Tân Hưng (nay thuộc tỉnh Thái Bình) quản lĩnh 4 huyện: Ngự Thiên, Duyên Hà, Thần Khê và Thanh Lan.
- Phủ Kiến Xương (nay thuộc tỉnh Thái Bình) quản lĩnh 3 huyện: Thư Trì, Vũ Tiên và Chân Định.
- Phủ Trường An (nay thuộc tỉnh Ninh Bình) quản lĩnh 3 huyện: Gia Viễn, Yên Mô và Yên Khang.
- Phủ Thiên Quan quản lĩnh 3 huyện: Phụng Hóa (nay thuộc tỉnh Ninh Bình), An Hóa và Lạc Thổ (nay thuộc tỉnh Hòa Bình).

Năm Cảnh Hưng thứ 2 (1741), nhà Hậu Lê chia trấn Sơn Nam làm ba lộ: Sơn Nam thượng, Sơn Nam hạ và Thanh Hoa ngoại (gồm hai phủ là: Thiên Quan, Trường Yên, thuộc trấn Sơn Nam cũ, sau này là phần đất thuộc tỉnh Ninh Bình).
Thời Tây Sơn, đổi lộ thành trấn, xứ Sơn Nam được chia ra Sơn Nam hạ, Sơn Nam thượng.
Đến đầu triều nhà Nguyễn cơ bản đất Sơn Nam cũ gồm: 
- Địa bàn các tỉnh Hưng Yên, và một phần Ninh Bình (phủ Lý Nhân thời xưa) và phần lớn các xã phía nam Hà Nội (các phủ Thường Tín, phủ Ứng Thiên thời xưa) ngày nay thuộc Sơn Nam Thượng.
- Địa bàn phần lớn tỉnh Ninh Bình ngày nay (gồm các huyện mới khai khẩn ven biển như: Kim Sơn,...) thuộc Sơn Nam Hạ.

Ranh giới giữa Sơn Nam Hạ và Sơn Nam Thượng là con sông Luộc (bên tả ngạn sông Hồng), và có lẽ là sông Lý Nhân (bên hữu ngạn sông Hồng).
Đến thời vua Minh Mạng nhà Nguyễn (1822), trấn Sơn Nam hạ đổi tên thành trấn Nam Định, còn trấn Sơn Nam thượng được gọi là Sơn Nam (như vậy cái tên gọi trấn Sơn Nam được dùng hai lần: trấn Sơn Nam ở triều Hậu Lê khác với trấn Sơn Nam đầu triều Nguyễn, thời sau nhỏ bé hơn nhiều thời trước). Năm 1831 ÷ 1832, thời vua Minh Mạng nhà Nguyễn, thành lập các tỉnh Hà Nội, Hưng Yên, Nam Định, Ninh Bình trên cơ sở các trấn Nam Định, Sơn Nam thượng cũ và thành Thăng Long cũ. Lúc này trấn Nam Định được đổi thành ra tỉnh Nam Định (bao gồm cả hai tỉnh Nam Định và Thái Bình, trừ huyện Hưng Hà Thái Bình và phần phía Tây huyện Đông Hưng Thái Bình ngày nay thuộc tỉnh Hưng Yên lúc đó). Đến năm 1890, thời vua Thành Thái, trên đất Sơn Nam xưa và Thăng Long cũ, thành lập thêm các tỉnh: Hà Nam (phủ Lý Nhân), Thái Bình (tách từ Nam Định và có nhập thêm một phần, ở phía Nam sông Luộc, của tỉnh Hưng Yên), Cầu Đơ (sau đổi là Hà Đông bao gồm cả: Thường Tín và Ứng Hòa của trấn Sơn Nam xưa).
Năm 1965, chính phủ Việt Nam Dân chủ Cộng hòa đã quyết định nhập hai tỉnh Nam Định và Hà Nam thành tỉnh Nam Hà. Đến năm 1975, tỉnh Nam Hà lại nhập với tỉnh Ninh Bình thành tỉnh Hà Nam Ninh, tỉnh này tồn tại tới năm năm 1991 thì lại được tách thành: Nam Hà và Ninh Bình, năm 1996 chia tỉnh Nam Hà thành hai và từ đây có đủ 3 tỉnh riêng rẽ: Hà Nam, Nam Định và Ninh Bình như hiện nay